# محله العدل
العدل (به عربی: حي العدل) یکی از محله‌های شهر بغداد می‌باشد.